# VII FotoGrafia Festival di Roma
Il VII FotoGrafia Festival Internazionale di Roma è la settima edizione del Festival della fotografia di Roma. La manifestazione, intitolata Vedere la normalità. La fotografia racconta il quotidiano,  si è svolta a Roma tra il 4 aprile e il 25 maggio 2008, accogliendo 140.000 visitatori.

## Le mostre
La settima edizione del FotoGrafia Festival si è svolta a Palazzo delle Esposizioni, al Macello IV nell'ex Mattatoio di Testaccio, al Museo di Roma in Trastevere
, alla Galleria Nazionale d’Arte Moderna e in diverse altre sedi a Roma, per un totale di cento mostre.
Le mostre del VII FotoGrafia sono documentate da un catalogo edito da Zoneattive.

## Premi
- Premio Internazionale FotoGrafia Baume & Mercier (seconda edizione). Il vincitore è Giorgio Barrera, con il progetto Attraverso la Finestra.[9]
- Premio IILA FotoGrafia (prima edizione). Geovanny Verdezoto (Ecuador, primo Premio), Carola Redondo (Cile, secondo premio), Rodrigo Abd (Argentina, terzo premio).[10]
- Premio FotoGrafia Libro.